# قليعي أسود الذيل
القليعي أسود الذيل (الاسم العلمي: Cercomela melanura) (بالإنجليزية: Blackstart)‏، هو طائر ينتمي إلى صائدة الذباب (فصيلة: Muscicapidae).
يستوطن الوهاد الصخرية الضيقة والمنحدرات الحارة. ورغم كثرة أعداده إلاأن العين تخطئه بسبب ألوانه الرتيبة وصوته غير المحبب. ويتغذى هذا الطائر على الحشرات الموجودة في الأرض ويظهر عادة في أودية جبال ظفار رغم أنه آخذ في الانتشار في الصحاري الداخلية للمنطقة الجنوبية. كما ويتواجد في شبه جزيرة سيناء وصحاري الأردن الجنوبية والنقب وعلى امتداد نهر الأردن حتى البحر الميت.

## وصلات خارجية
- الحيوان البري في البلاد العربية من الموسوعة العربية العالمية